# Delphinium beesianum
Delphinium beesianum là một loài thực vật có hoa trong họ Mao lương. Loài này được W.W.Sm. mô tả khoa học đầu tiên năm 1913.